# Венґорити
Венґорити (пол. Węgoryty, нім. Wangritten) — село в Польщі, у гміні Бартошиці Бартошицького повіту Вармінсько-Мазурського воєводства.
Населення — 78 осіб (2011).

## Демографія
Демографічна структура станом на 31 березня 2011 року:
|          | Загалом | Допрацездатний вік | Працездатний вік | Постпрацездатний вік |
| -------- | ------- | ------------------ | ---------------- | -------------------- |
| Чоловіки | 37      | 8                  | 29               | 0                    |
| Жінки    | 41      | 15                 | 23               | 3                    |
| Разом    | 78      | 23                 | 52               | 3                    |